# 足利デザイン・ビューティ専門学校
足利デザイン・ビューティ専門学校（あしかがデザイン・ビューティせんもんがっこう）とは、栃木県足利市田中町にある私立専修学校。学校法人白百合学園が運営する。

## 沿革
1952年に設立された洋裁学校をルーツとし、1967年に学校法人設立。栃木県の資料によれば1976年（昭和51年）専修学校認可。学科の改編とともに校名を変更し、2005年に現在の校名となる。
- 1952年（昭和27年）	- 白百合洋裁学院を開校[2]
- 1967年（昭和42年）	- 学校法人白百合学園設立[2][1]、足利ドレスメーカー女学院を開校[2]
- 1972年（昭和47年）	- 白百合服飾専門学校に校名変更[2]
- 1976年（昭和51年） - 専修学校認可[1]
- 1985年（昭和60年） - 足利コンピュータアンドデザイン専門学校[3][注釈 1]に校名変更[2]
- 1995年（平成7年） - 足利デザイン工科専門学校に校名変更[2]
  - 2005年3月時点で「美容科」「トータルビューティー科」「ファッションデザイン科」「生活空間デザイン科」「雑貨コーディネーター科」「ビジュアルデザイン科」を設置していた[4]
- 2005年（平成17年） - 足利デザイン・ビューティ専門学校に校名変更[2]
- 2006年（平成18年） - 「トータルビューティー科」を「トータルビューティ科」に、「美容科」を「美容総合科」にそれぞれ名称変更[3]
- 2007年（平成19年） - 「雑貨コーディネーター科」を「雑貨デザイン科」に名称変更[3]
- 2009年（平成21年） - 「パティシエ科」新設[2]
- 2010年（平成22年） - 「生活空間デザイン科」を「インテリアデザイン科」に名称変更[3]
- 2014年（平成26年） - 
  - 「ビジュアルデザイン科」「雑貨デザイン科」を廃止[3]
  - 「パティシエ科」をグループ他校（この際に足利製菓福祉専門学校に校名変更、のち足利製菓専門学校）に移管[2]
- 2016年（平成28年） - 「美容総合科」「ファッションデザイン科」が職業実践専門課程に認定される[2]
- 2018年（平成30年） - 「トータルビューティ科」「クリエイティブ・デザイン科」が職業実践専門課程に認定される[2]
- 2019年（平成31年/令和元年） - 
  - 「ブライダル・ウェディング科」新設[2]
  - 「クリエイティブ・デザイン科」が「クリエイティブデザイン科」に名称変更[3]

## 学科・コース一覧
- ファッションデザイン科（2年制）
  - ファッションデザインコース
  - ファッションビジネスコース
- トータルビューティ科（2年制）
  - ネイルアートコース
  - メイクアップコース
  - エステティックコース
- 美容総合科（2年制）
- クリエイティブデザイン科（2年制）
- ブライダル・ウェディング科（2年制）
  - ウェディングプランナーコース
  - ドレスコーディネーターコース